# Piñata Sandinista
La Piñata Sandinista és un cas de corrupció i apropiació de béns públics i privats per part dels dirigents sandinistes nicaragüencs abans d'abandonar el poder l'any 1990. En el període entre la derrota electoral del 25 de febrer de 1990 i la presa de possessió de la seva adversària Violeta Barrios de Chamorro el 27 d'abril del mateix any, els sandinistes van transferir la propietat de gran quantitat d'immobles i béns públics, alguns prèviament expropiats, a les seves organitzacions afins i, majoritàriament, personalment als seus dirigents com el propi president Daniel Ortega, el seu germà Humberto i el dirigent Tomás Borge. Els familiars i persones properes al president es van apropiar d'empreses i terres, altres béns (com empreses de transport, fusta, fàbriques de sucre i escorxadors) es van passar nominalment a mans del FSLN però posteriorment van passar a mans privades dels familiars i col·laboradors d'Ortega. Les dues lleis principals que van aplicar la piñata van ser les conegudes com a llei 85 i llei 86.
Durant el primer govern de Chamorro hi va haver milers de judicis contra l'estat dels antics propietaris expropiats. L'abril de 2010 en una compareixença el procurador general de la República Hernán Estrada va informar que l'estat nicaragüenc havia pagat uns 1300 milions de dòlars en conceptes d'indemnització per la piñata. Dins del sandinisme es van crear també divisions entre els beneficiats i els no beneficiats i entre el sector clientelar dels primers i els qui denunciaven la pràctica per qüestions ètiques i de principis.
L'any 2011 Wikileaks desvetllà les informacions sobre la piñata que s'havien intercanviat el 2006 els diplomàtics nord-americans.